# 高瀬裏川水際緑地

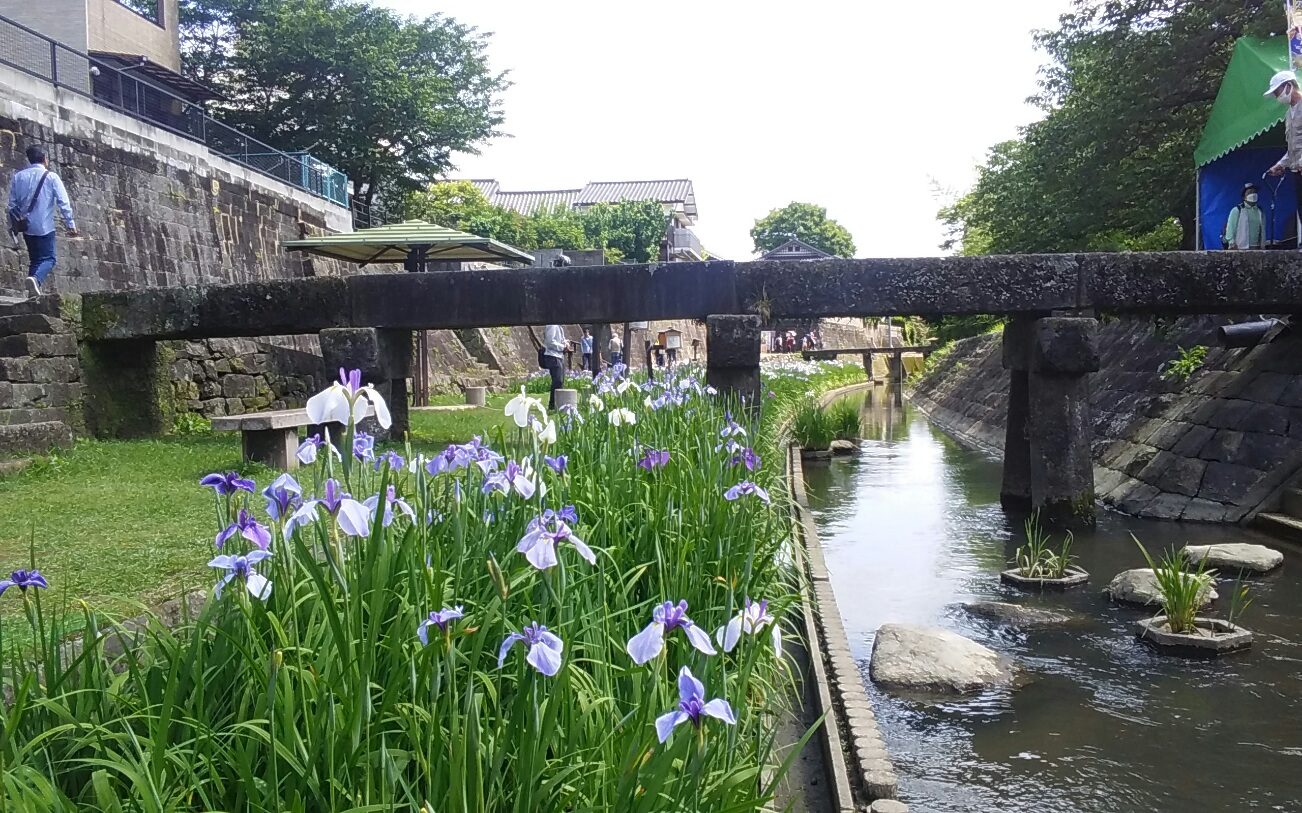
高瀬裏川と小崎橋

高瀬裏川水際緑地（たかせうらかわみずぎわりょくち）は、熊本県玉名市にある公園である。

## 概説
有明海の川港として栄えた地域でもある高瀬裏川の一帯が、1980年に全国で初めて水際緑化モデル地区に指定されたのを受けて整備された公園で、川沿いには散策デッキが敷かれている。両岸にはかつて高瀬商人が積み上げた石垣のほか、1848年に築造された高瀬目鏡橋をはじめとする石橋群が残っており、この地域が栄えた時代の歴史を今に伝えている。現在は散策デッキが設置された市民の憩いの場となっているほか、5月下旬から6月上旬にかけては一体に花しょうぶが咲き誇り、「髙瀬裏川花しょうぶまつり」が開催され多くの人で賑わう。

## 交通アクセス
- JR九州鹿児島本線玉名駅から九州産交バス河内温泉センターゆき・植木ゆき・桜町バスターミナルゆきに乗車し「玉名中町」下車、徒歩2分（160m）。もしくは玉名市街地循環線などに乗車し「玉名下町」下車、徒歩3分（210m）。
- JR九州九州新幹線新玉名駅からタクシーで5分。
- マイカーの場合、九州自動車道菊水インターチェンジから9㎞。
- 菊池川河川敷に駐車場あり

## ギャラリー

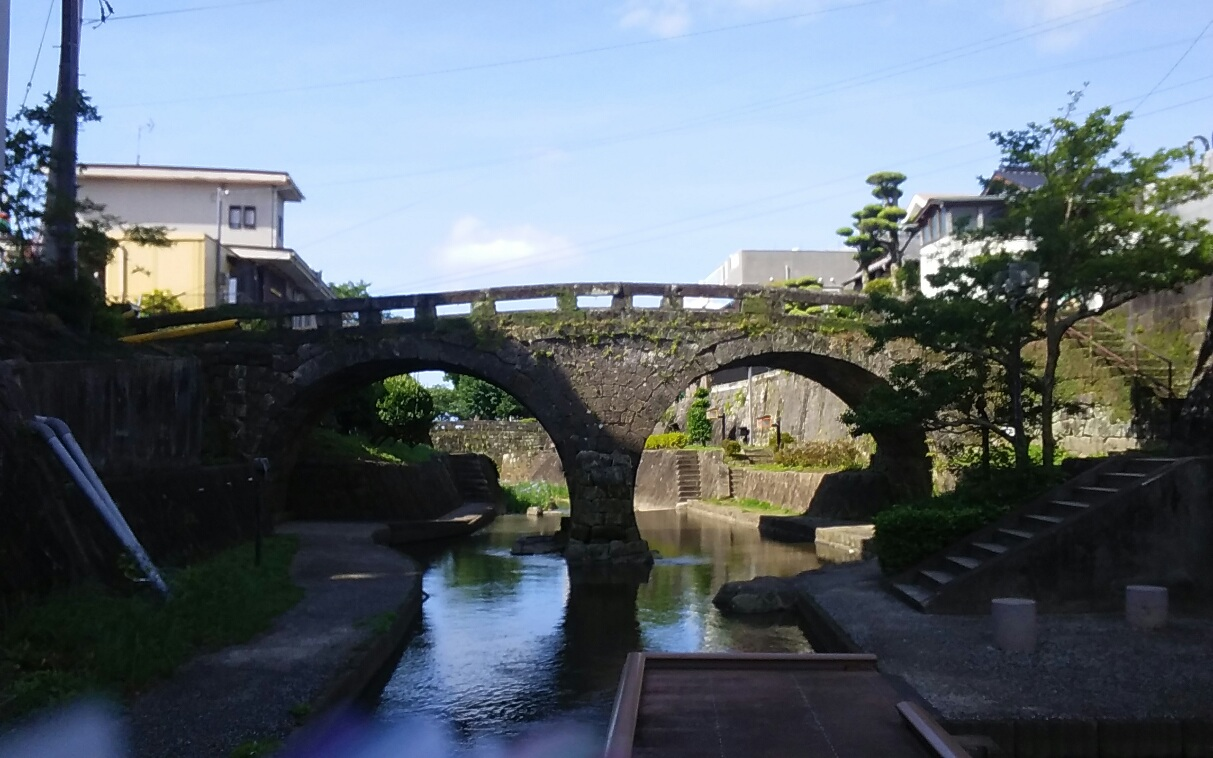
高瀬眼鏡橋
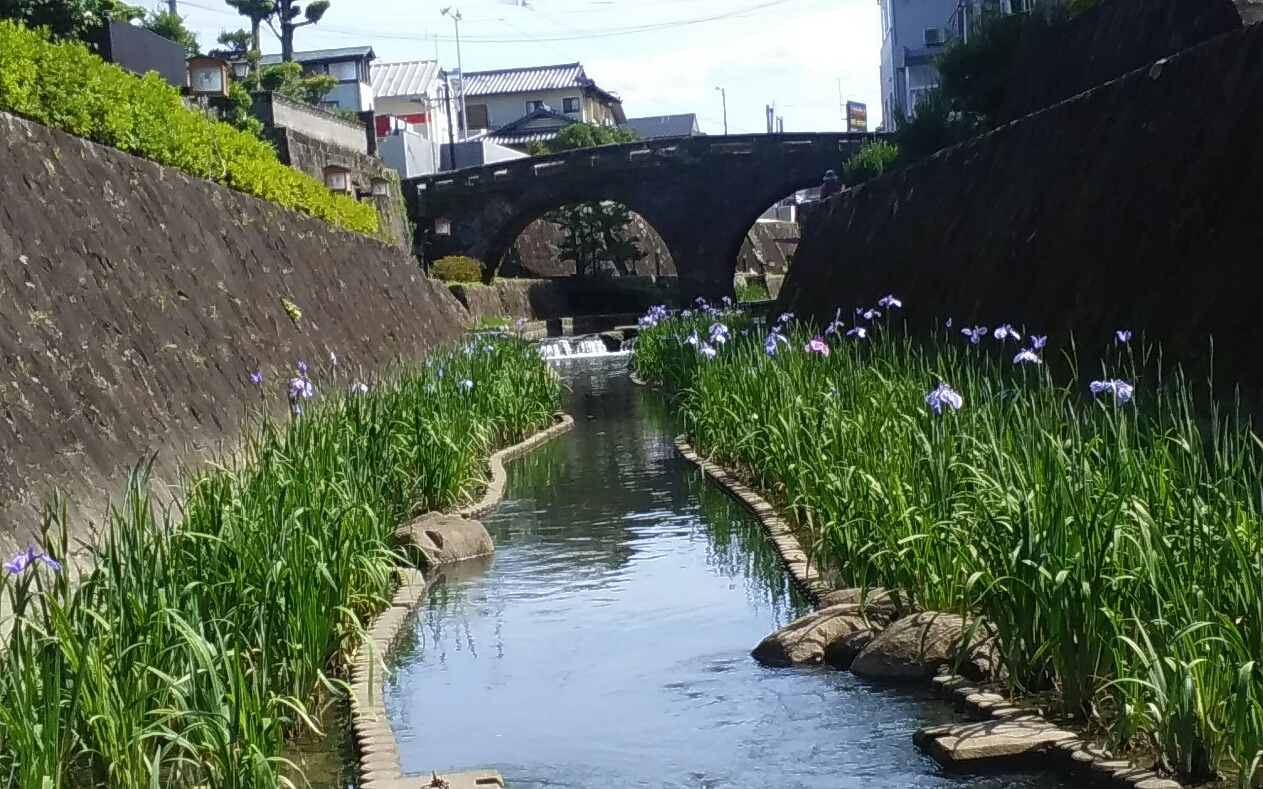
秋丸眼鏡橋
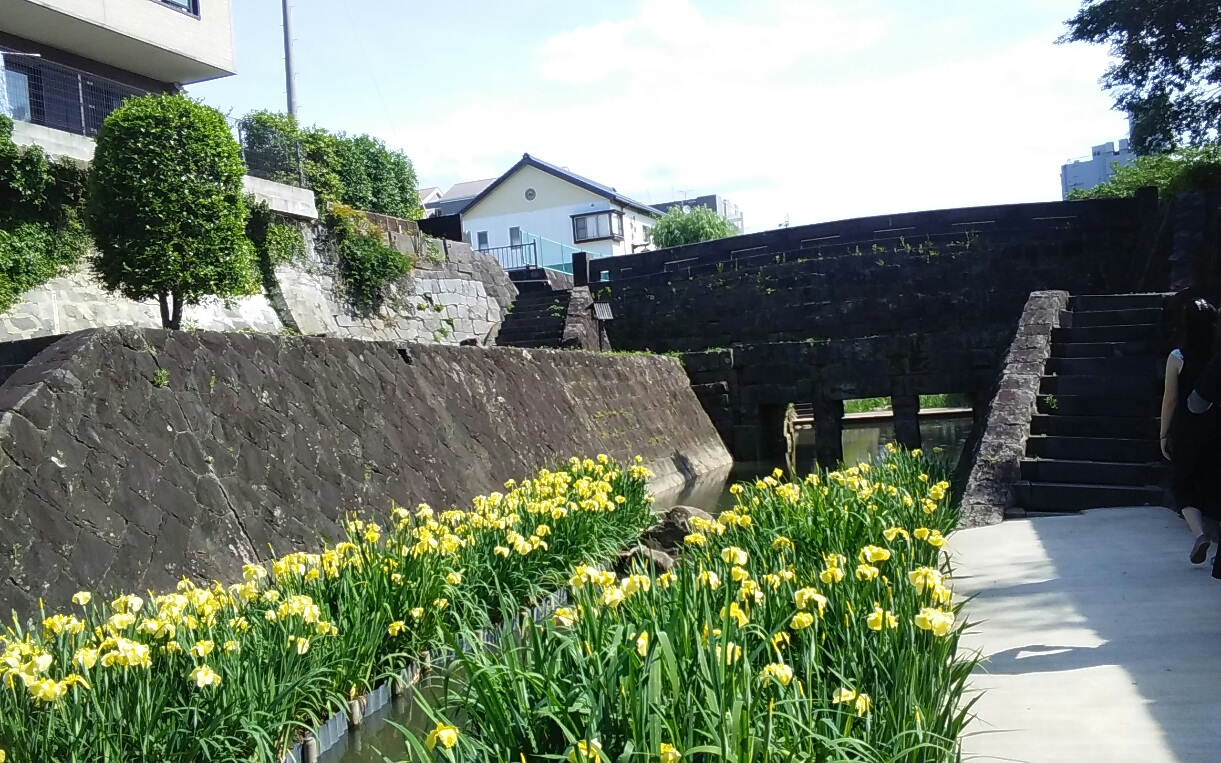
高瀬裏川と石垣
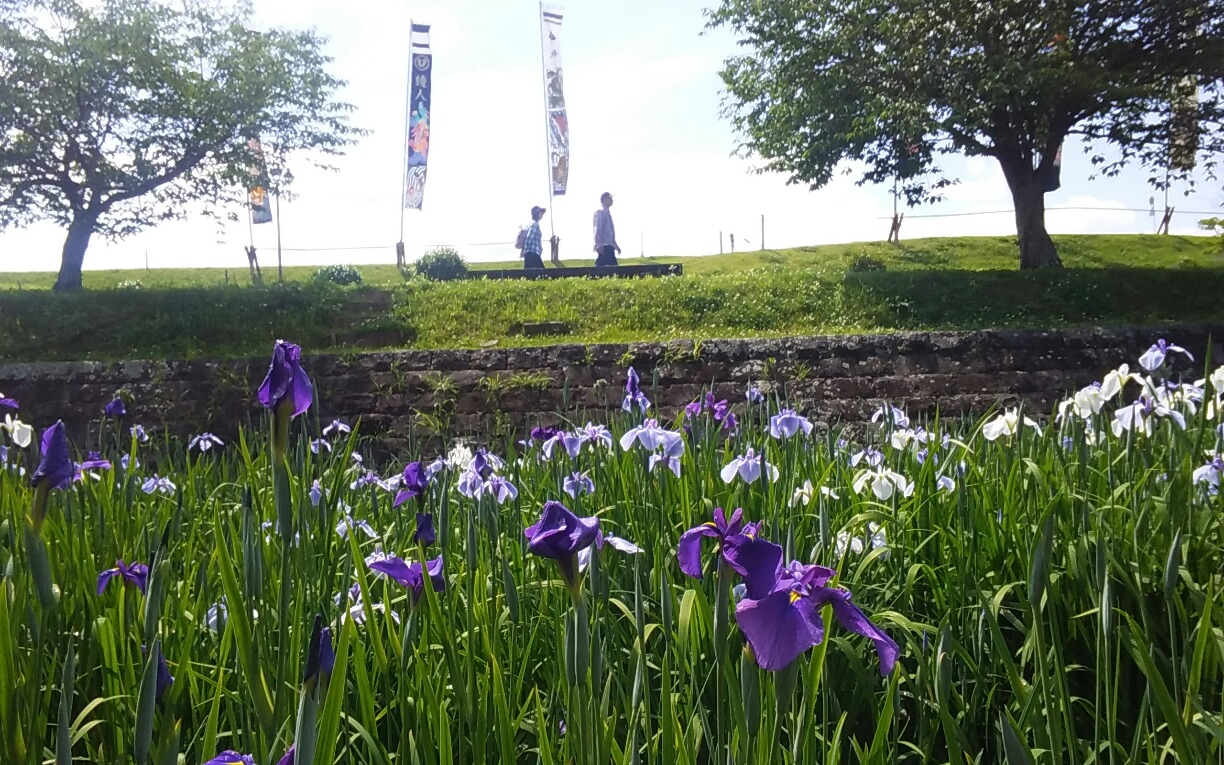
花しょうぶ園